# Gertrude Barrison

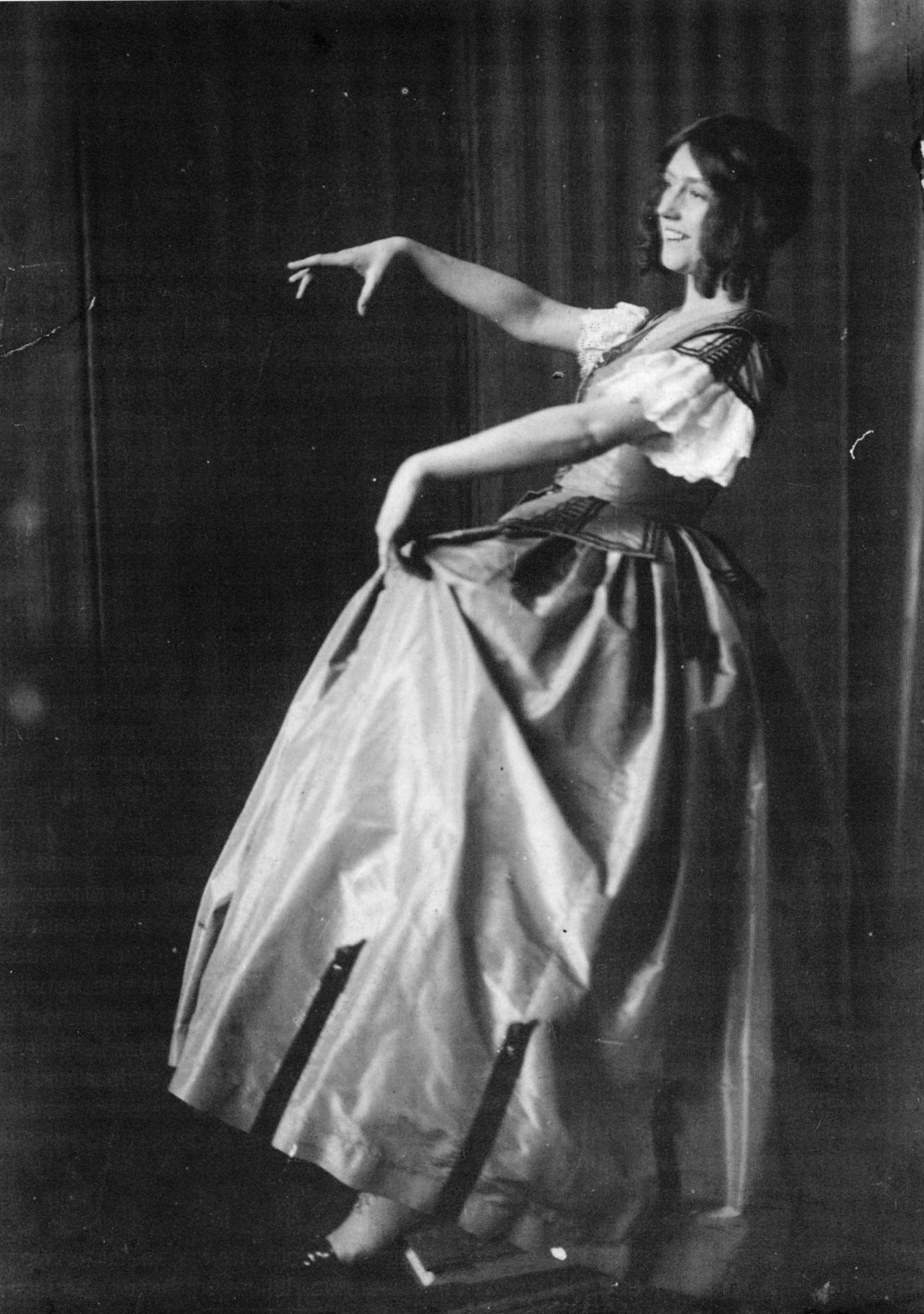
Gertrude Barrison, Wien,
Foto: Ferdinand Schmutzer, 1906

Gertrude Barrison (* 5. Februar 1880 in Valby, ab 1901 Stadtteil von Kopenhagen, als Gertrud Marie Bareisen; † 28. August 1946 in Kopenhagen) war eine dänische Tänzerin, Sängerin und Schauspielerin.

## Leben
Gertrude Barrison wurde in Dänemark als jüngste von fünf Schwestern geboren. Im Jahre 1886 wanderte die Mutter mit den Kindern in die USA aus und folgte damit ihrem Mann, Gertrudes Vater, der ein oft betrunkener Regenschirmmacher war.
Ab 1893 hatte sie als Teil der Barrison Sisters zusammen mit ihren vier Schwestern Lona, Sophia, Inger und Olga große Erfolge. Sie wurden vor allem in Varietes mit kecken Tänzen und Sprüchen populär. Auch in Europa tourten sie durch zahlreiche Länder.
Im August 1897 trennten sich die Schwestern. Gertrude Barrison ging zunächst zurück zu ihrer Mutter, die inzwischen wieder in Dänemark wohnte, und dann nach Paris. Sie tourte noch im Duo mit Inger durch Russland. Dann ging sie nach Dresden und studierte an der Kunstakademie mit mäßigem Erfolg Malerei. Danach trat sie wieder als Tänzerin auf, jetzt inkognito ohne ihren berühmten Nachnamen, und lernte erst jetzt die Tanztechnik von der Pike auf.
Anfang 1906 kam sie nach Wien. Im Kabarett Nachtlicht fand sie herzliche Aufnahme in Wiener Künstlerkreise. Die schwedische Sängerin Anna Norrie (1860–1957) nahm sie mit auf eine Tournee. In Kopenhagen wurde sie von einem dänischen Journalisten erkannt und trat ab dann wieder als Gertrude Barrison auf. Unter diesem Namen begann sie eine erfolgreiche Tanzkarriere in Wien. Zur Eröffnung des Cabaret Fledermaus 1907 führte sie ihr Solostück „Morgenstimmung“ auf. Im Rahmen ihrer tänzerischen Arbeit begann sie eine Sammlung echter historischer Kostüme aufzubauen. Sie heiratete 1907 den österreichischen Maler, Karikaturisten, Sänger und Kabarettisten Carl Leopold Hollitzer. Zur Trennung kam es 1910.
Sie hielt auch Lesungen mit Gedichten von Peter Altenberg ab, zuerst im Oktober 1907, nachdem Altenberg sie als Interpretin seiner Gedichte vorgeschlagen hatte. Alfred Döblin schrieb 1911 eine lobende Kritik. 1921 wirkte sie als Schauspielerin am österreichischen Film Die große und die kleine Welt von Regisseur Max Mack mit. Sie führte in Wien auch eine Tanzschule.
Im Jahre 1931 veröffentlichte sie als Fünfzigjährige ihre Erinnerungen in einer Illustrierten. Damals tanzte sie noch zu besonderen Gelegenheiten und führte noch Lesungen mit Texten von Altenberg durch, vor allem aber beschäftigte sie sich jetzt mit Astrologie und hielt Vorträge über den inneren Zusammenhang der Dinge. Im Jahre 1934 erstellte sie Horoskope in Berlin.
Gertrude Barrison starb 1946 als letzte der Schwestern in ihrem Geburtsort Kopenhagen. Sie wird heute zu jenen frühen freien Tänzerinnen gezählt, die an einer individualistischen Präsentationsform interessiert waren. Es gibt keine erhaltenen Filmaufnahmen. Im Jahre 2007 wurde die Rekreation eines Tanzes von ihr in München aufgeführt.

## Plakate und Karikatur

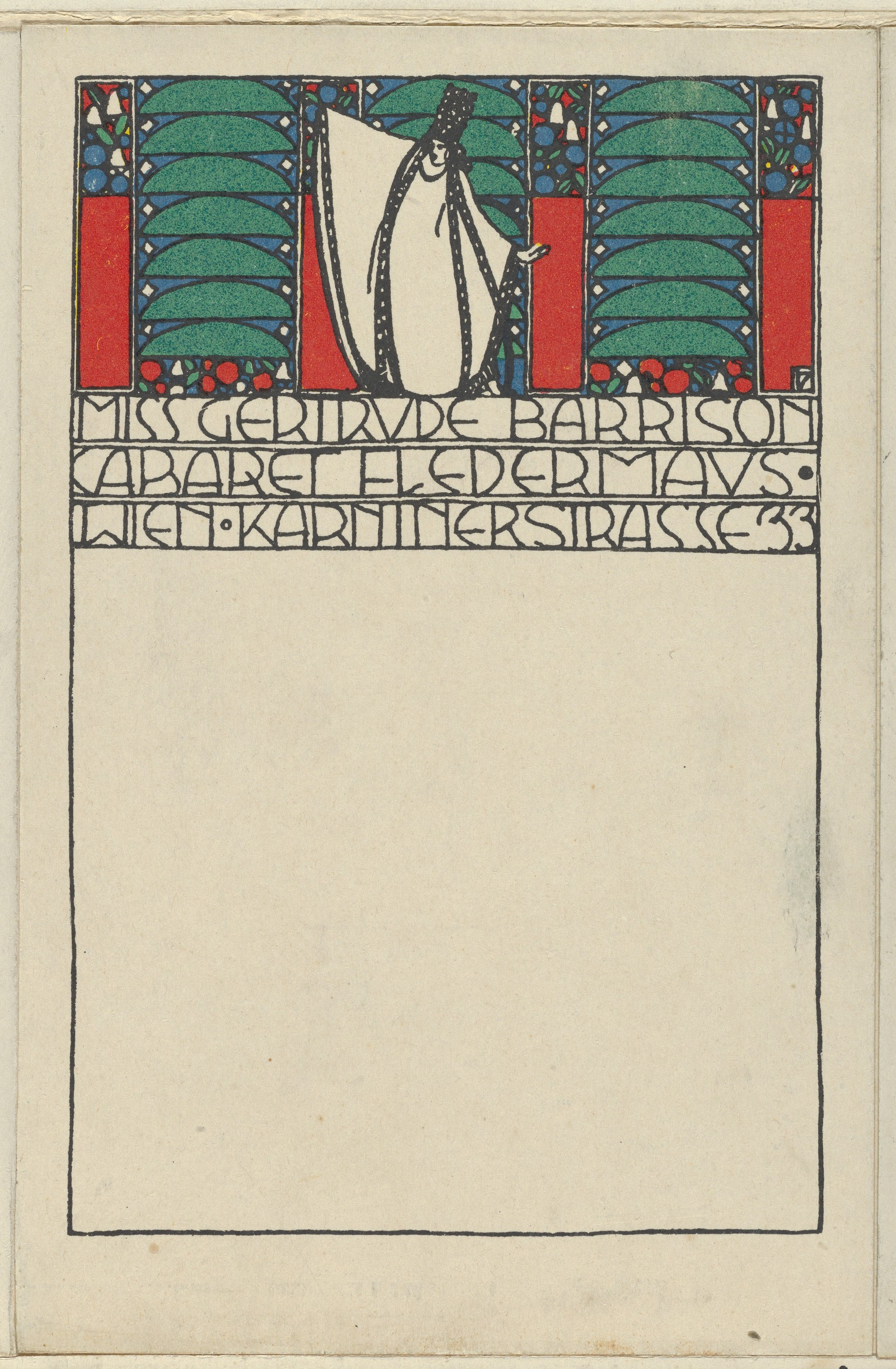
Auftritt von Gertrude Barrison im Cabaret Fledermaus, Kärntnerstr. 33, Wien, Farblithografie: Fritz Zeymer, 1907, Collection Metropolitan Museum of Art
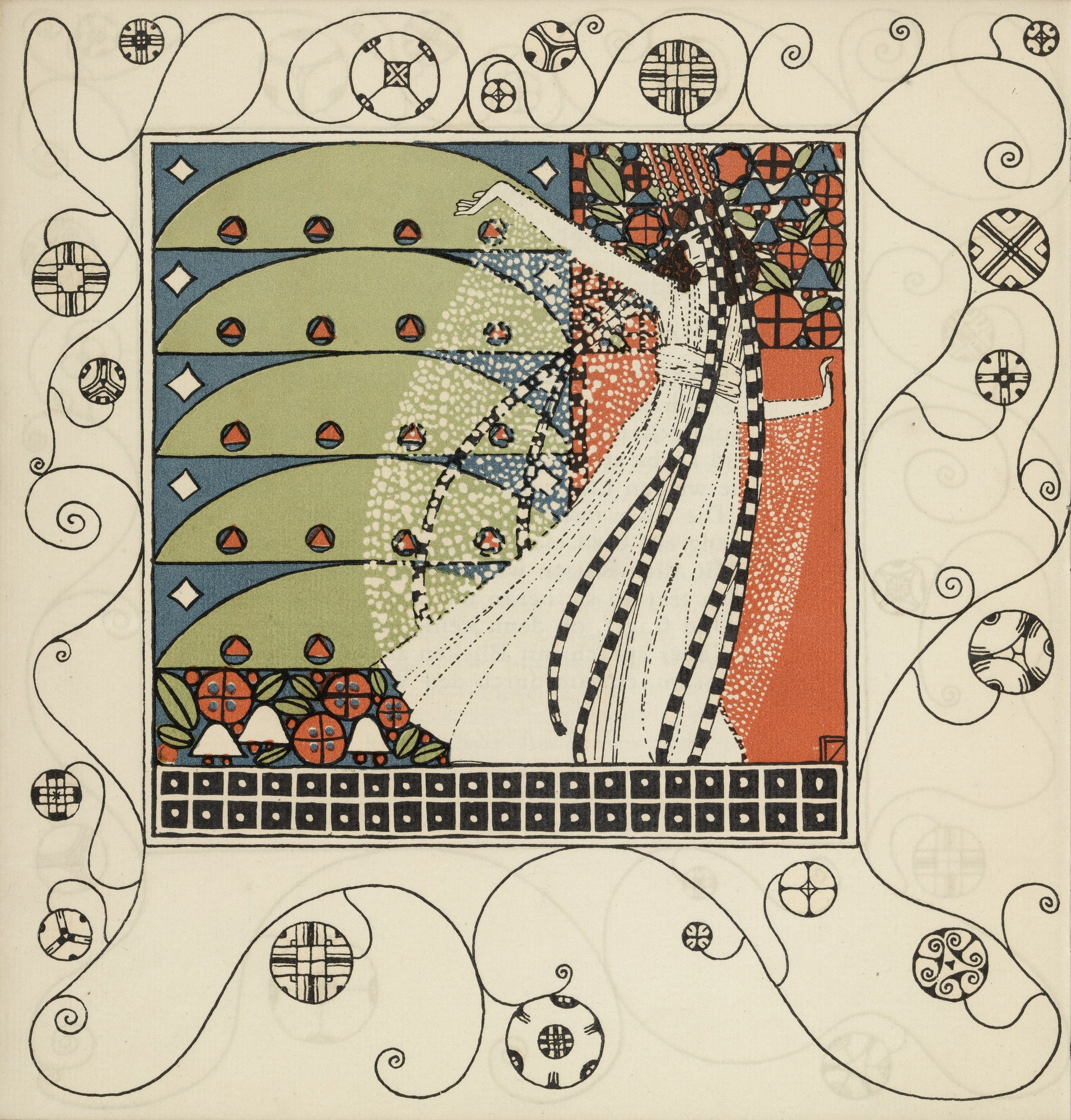
Ders., 1907
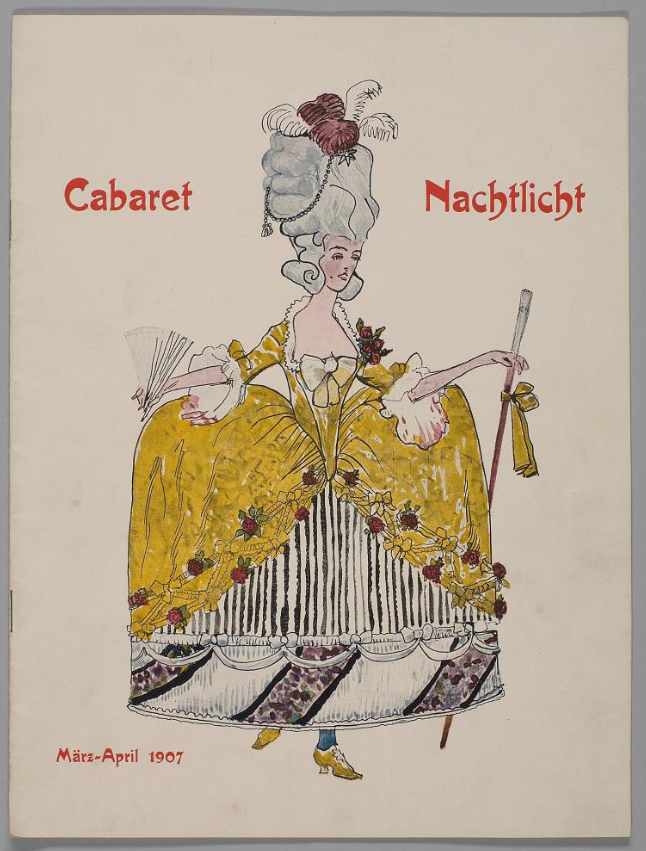
Karikatur von Carl Leopold Hollitzer in Zusammenhang mit dem Auftritt von Gertrude Barrison im Nachtlicht Nachtclub, 1907.